# Akimerus
Akimerus es un género de escarabajos longicornios.

## Especies
- Akimerus berchmansi
- Akimerus schaefferi